# Spenglerův pohár 1999
73. ročník Spenglerova poháru se uskutečnil od 26. do 31. prosince 1999. Všechny zápasy se hrály v hale Vailant Areně v Davosu. Vítězem se stal tým Kölner Haie.

## Účastníci
- Kanada - tým složený z Kanaďanů hrajících v Evropě
- HC Davos - hostitel
- Färjestad BK
- Kölner Haie
- Metallurg Magnitogorsk

## Základní část

### Tabulka
| Tým                    | Z | V | P | R | VG | IG | B |
| ---------------------- | - | - | - | - | -- | -- | - |
| Kölner Haie            | 4 | 3 | 0 | 1 | 15 | 11 | 7 |
| Metallurg Magnitogorsk | 4 | 3 | 1 | 0 | 12 | 9  | 6 |
| Kanada                 | 4 | 2 | 1 | 1 | 14 | 15 | 5 |
| HC Davos               | 4 | 1 | 1 | 2 | 15 | 17 | 4 |
| Färjestad BK           | 4 | 1 | 3 | 0 | 15 | 19 | 2 |

### Zápasy
| 26. prosince 1999 15:30 | HC Davos | 4–2             | Metallurg Magnitogorsk | Vaillant Arena |
|                         | HC Davos | (1:1, 2:1, 1:0) | Metallurg Magnitogorsk |                |

| Souhrn zápasu | Souhrn zápasu | Souhrn zápasu | Souhrn zápasu | Souhrn zápasu |
| ------------- | ------------- | ------------- | ------------- | ------------- |
|               |               |               |               |               |

| 26. prosince 1999 20:45 | Färjestad BK | 3–5             | Kölner Haie | Vaillant Arena |
|                         | Färjestad BK | (1:2, 0:2, 2:1) | Kölner Haie |                |

| Souhrn zápasu | Souhrn zápasu | Souhrn zápasu | Souhrn zápasu | Souhrn zápasu |
| ------------- | ------------- | ------------- | ------------- | ------------- |
|               |               |               |               |               |

| 27. prosince 1999 15:30 | Kanada | 4–3 po prod.         | HC Davos | Vaillant Arena |
|                         | Kanada | (1:0, 0:2, 2:1, 1:0) | HC Davos |                |

| Souhrn zápasu | Souhrn zápasu | Souhrn zápasu | Souhrn zápasu | Souhrn zápasu |
| ------------- | ------------- | ------------- | ------------- | ------------- |
|               |               |               |               |               |

| 27. prosince 1999 20:45 | Metallurg Magnitogorsk | 3–1             | Färjestad BK | Vaillant Arena |
|                         | Metallurg Magnitogorsk | (1:1, 1:0, 1:0) | Färjestad BK |                |

| Souhrn zápasu | Souhrn zápasu | Souhrn zápasu | Souhrn zápasu | Souhrn zápasu |
| ------------- | ------------- | ------------- | ------------- | ------------- |
|               |               |               |               |               |

| 28. prosince 1999 15:30 | Färjestad BK | 5–6             | Kanada | Vaillant Arena |
|                         | Färjestad BK | (2:2, 3:3, 0:1) | Kanada |                |

| Souhrn zápasu | Souhrn zápasu | Souhrn zápasu | Souhrn zápasu | Souhrn zápasu |
| ------------- | ------------- | ------------- | ------------- | ------------- |
|               |               |               |               |               |

| 28. prosince 1999 20:45 | Metallurg Magnitogorsk | 3–2 po sam. naj. | Kölner Haie | Vaillant Arena |
|                         | Metallurg Magnitogorsk | (0:0, 1:1, 1:1)  | Kölner Haie |                |

| Souhrn zápasu | Souhrn zápasu | Souhrn zápasu | Souhrn zápasu | Souhrn zápasu |
| ------------- | ------------- | ------------- | ------------- | ------------- |
|               |               |               |               |               |

| 29. prosince 1999 15:30 | Kölner Haie | 5–3             | HC Davos | Vaillant Arena |
|                         | Kölner Haie | (3:1, 1:1, 1:1) | HC Davos |                |

| Souhrn zápasu | Souhrn zápasu | Souhrn zápasu | Souhrn zápasu | Souhrn zápasu |
| ------------- | ------------- | ------------- | ------------- | ------------- |
|               |               |               |               |               |

| 29. prosince 1999 20:45 | Kanada | 2–4             | Kölner Haie | Vaillant Arena |
|                         | Kanada | (1:0, 1:2, 0:2) | Kölner Haie |                |

| Souhrn zápasu | Souhrn zápasu | Souhrn zápasu | Souhrn zápasu | Souhrn zápasu |
| ------------- | ------------- | ------------- | ------------- | ------------- |
|               |               |               |               |               |

| 30. prosince 1999 15:30 | Kölner Haie | 3–2 po sam. náj. | Kanada | Vaillant Arena |
|                         | Kölner Haie | (1:1, 0:1, 1:0)  | Kanada |                |

| Souhrn zápasu | Souhrn zápasu | Souhrn zápasu | Souhrn zápasu | Souhrn zápasu |
| ------------- | ------------- | ------------- | ------------- | ------------- |
|               |               |               |               |               |

| 30. prosince 1999 20:45 | Färjestad BK | 5–6 po prod.         | HC Davos | Vaillant Arena |
|                         | Färjestad BK | (0:3, 1:1, 4:1, 0:1) | HC Davos |                |

| Souhrn zápasu | Souhrn zápasu | Souhrn zápasu | Souhrn zápasu | Souhrn zápasu |
| ------------- | ------------- | ------------- | ------------- | ------------- |
|               |               |               |               |               |

## Finále
| 31. prosince 1999 12:00 | Kölner Haie | 6–2             | Metallurg Magnitogorsk | Vaillant Arena |
|                         | Kölner Haie | (2:1, 2:1, 2:0) | Metallurg Magnitogorsk |                |

| Souhrn zápasu | Souhrn zápasu | Souhrn zápasu | Souhrn zápasu | Souhrn zápasu |
| ------------- | ------------- | ------------- | ------------- | ------------- |
|               |               |               |               |               |

## All-star team
- Brankář: Igor Karpenko - (Metallurg Magnitogorsk)
- Obránci: John Miner - (Kölner Haie), Sergej Fokin - (Färjestad BK)
- Útočníci: Valerij Karpov - (Metallurg Magnitogorsk), Todd Elik - (Kanada), Morgan Samuelsson - (HC Davos)